# تانغ جون-سانغ
تانغ جون-سانغ هو ممثل كوري جنوبي-ماليزي ولد في 13 أغسطس 2003.